# Іноземний капітал в Україні 18 – початку 20 століть
Іноземний капітал в Україні 18 – початку 20 століть

Іноземний капітал у тій чи іншій країні — це капіталовкладення в економіку цієї країни фінансових ресурсів інших держав. Стосовно ж історичного минулого країн, що в ході військових і економічних змагань ін. країн тимчасово втрачали свою державність і їхні землі опинялися в межах кордонів ін. держав, то іноземні капіталовкладення в ці країни в періоди їхньої бездержавності слід розглядати як капіталовкладення в той чи інший їхній регіон тих держав (підданих тих держав), яким цей регіон не був підвладний. У різні роки 18 – початку 20 ст. сьогочасні українські землі перебували в складі Речі Посполитої, Молдавського князівства, Кримського ханства, Османської імперії, Російської імперії, Австрії (з 1867 – Австро-Угорщина). Говорити про іноземні інвестиції в українські землі на поч. 18 ст. можна лише побіжно.

## Економічний прогрес 18 століття
Загальний економічний прогрес 18 ст. позначився на подальшому розвитку господарської діяльності в усіх країнах, до складу яких входили чи яким належали українські землі. Це проявилося як у поступі їхньої промисловості, так і в розширенні їхніх внутрішніх ринків і зміцненні їхніх зв'язків з зовнішніми ринками. Розвиток фабрик і заводів стимулював зростання попиту на продовольчі продукти (хліб, м'ясо, сало, мед, горілку) та с.-г. сировину (прядиво, шкіри, вовну). Це відкрило для землевласників (передусім великих) перспективу збільшення їхніх доходів шляхом нарощування виробництва с.-г. продуктів для продажу, в т. ч. й за кордон. Відомо, наприклад, що чернігівський полковник П.Полуботок продав 1715 польському комерсантові Цибульському 575 пудів тютюну приблизно за 460 рублів, причому такі операції, як свідчать тогочасні документи, не були поодинокими. Рух товарів через українські землі був достатньо жвавим, а місцеве купецтво ходило з крамом місцевого виробництва, зокрема, до Пруссії, Голландії (нині Нідерланди), Франції, Кримського ханства, Османської імперії. Іноземний капітал у цей час обслуговував передусім оптові торгові операції. Торгівля із зарубіжними країнами відбувалася за рахунок обопільного кредиту, в більшості випадків довготермінового. Українські купці, шукаючи кредитів, вдавалися до послуг лихварів, тодішніх банкірів. Так, у джерелах зафіксовано, зокрема, що "знатний купець" Роман Якимович, "їдучи з України до Шльонська (Силезії), позичил по дорозі в місті польському Острозі несколько (певну) суму в тамошніх жидів". Кількість позичених Романом Якимовичем грошей за тогочасними мірками була немалою, про це говорить те, що з Вроцлава (нині місто в Польщі) Роман Якимович повернувся з товарами "на кілько сот тисячей злотих". Таких прикладів можна навести дуже і дуже багато, й усі вони фактично свідчать про значну роль лихварського, переважно іноземного, капіталу в торгових операціях українського панства та купецтва. Великі землевласники та багаті поміщики торгували хлібом. Як констатує акад. Й.-А.Гільденштедт, більша частина зібраних у маєтках К.Розумовського хлібів "експортувалася через Чорне й Середземне море й давала великі доходи". Значну частину хлібів "за поручительство в борг і за готівку" продавали й ін. великі землевласники, зокрема поміщики Базилевські. Вело торгівлю й Запорожжя, особливо в період Нової Січі. Торгівля велася з Лівобережною Україною, Правобережною Україною, Росією, Кримським ханством, Османською імперією. Запорожці продавали горілку, рибу, сіль, продукти землеробства, худобу, коней, смушки (хутро ягнят) тощо. Про розмах торгівлі у Вольностях Війська Запорозького низового свідчать, напр., такі слова очевидця – козака І.Розсолоди: "Усякі гроші треба було заводити: сьогодні запорожець торгується з москалем, треба московські гроші, завтра з ляхом, треба ляцькі, а там з турком, треба турецькі; усякі гроші требувались".

## Чорноморська торгівля
Після російсько-турецької війни 1768–1774, що завершилася Кючук-Кайнарджійським мирним договором 1774, починають доволі інтенсивно нарощуватися чорноморські торгові зв'язки південних українських земель з європейськими країнами. Розвивається чорноморська торгівля з Австрією, державами Італії (зокрема з Венецією), Іспанією, Францією. На південних українських землях виникають нові міста, і саме сюди потягнувся великий іноземний капітал. Так, невдовзі після заснування Херсона (1778) тут створив свою торгову компанію й почав вивозити до Франції корабельний ліс французький комерсант Антуань. Притокові іноземного капіталу сприяло видання царським урядом закону про зменшення мита в усіх чорноморських портах на привізні та відпускні товари, а також постанов про безмитне зберігання товарів, що доставляються в чорноморські порти, в особливих магазинах протягом тривалого строку. Ще більше стимулювало ввіз іноземного капіталу оголошення Одеси містом порто-франко (див. Порто-франко в портах України) за маніфестом від 16 квітня 1817. Причиною видання цього маніфесту був брак достатніх капіталів у російських та українських купців (так, таврійські губернатори у своїх повідомленнях до уряду неодноразово вказували на те, що у місцевих купців замало грошей і це є головною перешкодою розвиткові торгівлі) та майже повна відсутність торгового флоту. Після введення в Одесі порядку порто-франко торгові операції з іноземцями здійснювалися тут у межах чітко визначеної частини території міста та його околиць (кордони цієї території були огороджені й суворо охоронялися) за нижчими цінами, ніж в інших місцях Російської імперії. Серед іноземних купців, котрі торгували в Одесі, переважали греки, вірмени та італійці, менше було французів, австрійців та англійців.
Вже наприкінці 18 ст. торгові операції, які раніше на укр. землях укр. купецтво проводило самостійно, почали переходити до рук чужоземців. Цей процес ще більше посилився з поч. 19 ст., тоді ж в укр. містах почав збільшуватися відсоток неукраїнців. Наприклад, очевидці фіксували значну кількісну перевагу над українцями росіян в Єлизаветграді (нині м. Кіровоград), греків, вірмен, поляків, французів – у Херсоні, греків – у Маріуполі. На Правобережжі більшість купецтва складалася з поляків та євреїв. Уряд Рос. імперії навіть примусово переселяв на укр. землі рос. купців: так, у 1830-х рр. за указом імп. Миколи I з Росії до Києва було переселено рос. купців, які мали чималі капітали (зокрема Богатирьова, І. і П.Дегтерьових (див. Дегтерьови), Єлісєєва, Масалітінова, Фоломіна). У Києві ж тим часом купців-українців випроваджували з центру міста на околиці, а їхні місця віддавали купцям з Росії.
Промисловий переворот у Франції, що був прискорений Французькою революцією кінця 18 століття та війнами Наполеона (див. Наполеон I), спричинив посилення інтересу Франції до чорноморської торгівлі. 1816 у Франції було організовано акціонерну "Чорноморську компанію" з керівним центром у Парижі, торг. агентством у Марселі та двома конторами – в Одесі та Стамбулі. З метою популяризації "Чорноморської компанії" (обов'язки тимчасового її казначея взяв на себе впливовий французький банкір Ж.Лаффіт) поширювався лист для збору підписів бажаючих брати участь в її діяльності. Першим, хто поставив під листом свій підпис і придбав білет у 10 акцій, був
А.-Е.Рішельє, він добре розумів перспективи проекту, оскільки незадовго до цього обіймав посаду градоначальника Одеси й генерал-губернатора Новоросійського краю.

## Доба побудови залізниць
Після поразки Росії в Кримській війні 1853–1856 та початку ери реформ 1860-х рр. в Російській імперії почалася доба побудови залізниць. Перше залізничне акціонерне товариство (Головне товариство російських залізничних шляхів) було засноване французьким банкірським домом братів Перейра. За відносно короткий час – з 1865 до 1890 – Харків, Київ, Кременчук, Катеринослав (нині м. Дніпро), Одеса перетворилися на великі залізничні вузли, а всього тоді було прокладено 6350 верст залізниць (див. Залізничні шляхи в Україні). Це сприяло розвиткові внутрішнього ринку й посиленню торгових зв'язків із зовнішнім світом, а також формуванню на українських землях крупних промислових центрів загальноімперського значення: Донецького вугільно-металургійного, Криворізького залізорудного, Нікопольського марганцевого та Південно-Західного цукрового. На кінець 19 ст. українські землі стають одними із найрозвиненіших територій у Російській імперії. Стимулюючи розвиток місцевої промисловості та враховуючи економічні тенденції в передових капіталістичних країнах, для яких вивіз капіталу став основним джерелом прибутків, царський уряд обклав високими тарифними ставками імпортні товари. Це привело до того, що стало вигідним ввозити в Російську імперію не товари, а капітали. Припливові іноземного капіталу в Росію сприяла також грошова реформа 1895–97, внаслідок якої було досягнуто стабілізації валюти й встановлено золотий монометалізм (див. Золотий рубль). Іноземні інвестори скуповували в Російській імперії акції вже діючих підприємств і засновували тут нові заводи й фабрики. Англійські, французькі та бельгійські капіталісти захопили ключові позиції в гірничо-металургійній індустрії Донбасу, Криворіжжя, Придністров'я.

## Гірнича промисловість
Наприкінці 19 ст. українські землі стають центром видобутку залізної руди і кам'яного вугілля. Значну роль зіграла в цьому Катерининська залізниця (збудована 1884), котра сполучила залізорудні копальні з вугільними копальнями Донбасу. Якщо 1860 в усій Російській імперії було видобуто 18,2 млн пудів вугілля, а в Донбасі 6 млн пудів (32,8 % загальнорос. видобутку), то вже 1900 в усій імперії було видобуто 10 млрд пудів при частці в ньому вугілля Донбасу 68,9 %. Хоча за потужністю заводів уся чорна металургія Росії поступалася передовим капіталістичним країнам в 2–3 рази, металургія, сконцентрована на українських теренах, перевищувала середню західноєвропейську. 1913 на частку іноземного капіталу припадало 70 % загального видобутку вугілля в Донбасі й 86 % усього видобутку руди в Криворізькому басейні. Іноземний капітал контролював величезні синдикати – "Продвугілля", "Продамета", "Урожай", мав значну частку акцій цукрового синдикату тощо. Напередодні Першої світової війни в Україні діяло 83 іноземні компанії, їхній капітал, вкладений в місцеву промисловість, складав 413,8 млн руб., це було більше 30 % загальної суми іноземних капіталів, вкладених у промисловість усієї Російської імперії. Іноземні капіталісти одержували величезні прибутки. Наприклад, англійський підприємець Джон Юз, який від 1872 володів металургійним заводом у Бахмутському повіті Катеринославської губернії (за його прізвищем завод було названо Юзівським, а робітниче селище поблизу нього – Юзівкою, нині це м. Донецьк), за 25 років своєї підприємницької діяльності вивіз до Англії 25 млн рублів золотом.

## Галичина, Буковина й Закарпатська Україна
Галичина, Буковина й Закарпатська Україна у 18–19 ст. залишалися в основному аграрними регіонами, наявна в них промисловість була переважно дрібною. Лише наприкінці 19 ст. в Галичині, в т. ч. й у Східній Галичині, почала формуватися велика фабрично-заводська промисловість. Роль іноземного капіталу в цьому розвиткові була значною. Крім місцевої промисловості й с.-г. сировини, увагу іноземних інвесторів привертали тут борошномельна, лісопильна й нафтово-озокеритна галузі. Майже такими самими, як у Сх. Галичині, були напрями інвестування іноземного капіталу в економіці Буковини Північної та Закарпаття. В 1880-х рр. канадські підприємці Берггейм і Мак-Гарвей під впливом збільшення світового попиту на нафтопродукти застосували в Сх. Галичині удосконалений метод буріння глибоких свердловин. Це привело до значного росту видобутку тут нафти. 1895 у Відні було створено Галицько-Карпатське нафтове товариство з капіталом у 10 млн крон, через 19 років капітал товариства збільшився вдвічі. Особливий інтерес до нафти виявляли німецькі, англійські та американські нафтові компанії. В Галичині діяли філії американських нафтових концернів "Соконі вакуум ойл" та "Стандарт ойл оф Нью-Джерсі".
Усі хімічні заводи на Закарпатті належали іноземцям. Оптова торгівля в західних українських регіонах теж була в їхніх руках. Від 1908 у Львові активно діяло Англо-польське торгове товариство.
Широке проникнення іноземного капіталу в економіку українських земель 19 – поч. 20 ст. мало виразний колоніальний характер. Воно сприяло розвиткові тут лише тих галузей економіки, продукція яких була потрібною для іноземних держав, що в підсумку істотно порушувало оптимальний для місцевого люду баланс господарського та культурного поступу. Не маючи власної держави та сильної національної буржуазії, український народ змушений був поступатися своїми потребами та інтересами на користь потреб та інтересів чужих держав та інших народів. Разом з тим іноземний капітал сприяв пришвидшенню індустріалізації українських земель та прилученню їх до тогочасних новітніх цивілізаційних процесів.